# Entyloma frondosa
Entyloma frondosa är en svampart som beskrevs av Vánky 2003. Entyloma frondosa ingår i släktet Entyloma och familjen Entylomataceae.   Inga underarter finns listade i Catalogue of Life.